# إدوارد بيتيسكا
إدوارد بيتيسكا  ( مايو 1924 – 6 حزيران / يونيو 1987) شاعر ومترجم، وكاتب مسرحي تشيكي وروائي ومؤلف العديد من الكتب للأطفال والشباب كتب أكثر من تسعين كتاب وتم ترجمت كتبه إلى عشرات اللغات.

## السيرة الذاتية
ولد في براغ في 14 أيار / مايو 1924 في عائلة ذات تراث ثقافي غني. والده František Petiška وهو يتحدث اللغتين التشيكية والألمانية– وهذا في وقت لاحق مكنته من العمل كمترجم.

## روابط خارجية
- إدوارد بيتيسكا على موقع IMDb (الإنجليزية)
- إدوارد بيتيسكا على موقع قاعدة بيانات الفيلم (الإنجليزية)